# Pia Mühlbauer
Pia Mühlbauer (* 1953 in Arnschwang) ist eine deutsche Malerin und Grafikerin.

## Leben und Wirken
Pia Mühlbauer wuchs im Oberpfälzer Wald auf und ist dort weiterhin beheimatet. 1973 bis 1974 studierte sie an der Erziehungswissenschaftliche Fakultät der Universität Regensburg, 1974 bis 1977 an der Pädagogischen Hochschule in Freiburg im Breisgau. Dort legte sie 1977 das Erstes Staatsexamen für das Lehramt an Realschulen in den Fächern Kunst und Deutsch ab.
1977 bis 1981 studierte sie bei Hans Baschang an der Akademie der Bildenden Künste München Freie Malerei und Grafik, 1981 schloss die das Studium sie mit Diplom ab.
1986 bis 1987 war sie bei Paul Lankes Lehrbeauftragte für Freies Zeichnen und Malerei am Lehrstuhl für Kunsterziehung der Universität Passau, 1999 bis 2017 Dozentin für Freihandzeichnen und Darstellungstechnik an der Fachakademie für Raum- und Objektdesign in Cham.
Ein herausragender Erfolg war 2001 ihre Berufung zum Jahresstipendium im Internationalen Künstlerhaus Villa Concordia in Bamberg. „Gestisch erobert sich die Künstlerin den Raum und erlangt mit sparsamen Mitteln die Darstellung der dritten Dimension.“ (Bernd Goldmann, 2019)
2001 errang sie den Sieg im Künstlerwettbewerb um eine großformatige Wandgestaltung im Gebäude der juristischen Fakultät der Universität Passau. „Pia Mühlbauer ist es […] gelungen, ein Gleichgewicht zu schaffen zwischen flüchtiger Abwicklung, statischer Gesamtstruktur und motivischer Konzentration, zwischen Referenz an das Bauwerk und künstlerischer Selbstbehauptung. Ihr Werk liegt nicht auf der Wand, sondern in der Wand, hat Tiefe und Schichtung, Raum und Handschrift. In der Betrachtung widmen wir uns der Darstellung, dem Bildraum und der Struktur, im Vorbeigehen erleben wir die Musikalität der Pinsel- und Spachtelspuren, des Rhythmus’ der eigenen Schritte und des Licht- und Schattenspiels der Dachfenster.“ (Martin Ortmeier, 2002)

## Auszeichnungen
- 1990: Auszeichnung der Alfried K. von Bohlen und Halbach Stiftung
- 1990: Katalogförderung in Verbindung mit einer Ausstellung im Museum Moderner Kunst, Stiftung Wörlen, Passau
- 1991: Erster Preis beim Wettbewerb Künstleraustausch Bayern-Midi-Pyrenees
- 1994: Staatlicher Förderungspreis für junge Künstler des Freistaates Bayern
- 2001: Jahresstipendium des Freistaates Bayern im Internationalen Künstlerhaus Villa Concordia, Bamberg
- 2005: Stipendium des Oberpfälzer Künstlerhauses für Finnland, Nykarleby
- 2009: Stipendium des Oberpfälzer Künstlerhauses für Norwegen, Trondheim

## Ausstellungen (Auswahl)
- 1980: Aula der Akademie der Bildenden Künste, München
- 1982: Galerie im Scharfrichterhaus, Passau
- 1992: Galerie Woferlhof, Kötzting
- 1994: Kunstverein Deggendorf
- 2000: Kunstverein Landshut
- 2002: Collegium Oecumenicum, Bamberg
- 2006: Städtische Galerie im Cordonhaus, Cham
- 2006: Städtische Galerie im Cordonhaus, Cham, mit Karin Radoy
- 2014: „Sechzunull“ in der Städtischen Galerie im Cordonhaus, Cham mit Heiko Herrmann[1]
- 2018: „Linien und Farben“ beim Kunstverein Passau im Kubin-Haus Zwickledt, Wernstein am Inn[2]
- 2023: „Freiheit der Linie“ im Hans-Reiffenstuel-Haus in Pfarrkirchen, mit Sabine Straub

## Kataloge
- Bernd Goldmann: Pia Mühlbauer – Schwarzbunt. Mediengruppe Oberfranken, Bamberg 2002, ISBN 3-928648-80-2.
- Herbert Schneidler: Pia Mühlbauer – Zeichnungen 1985–1991. Stiftung Wörlen, Passau 1991, ISBN 3-9802307-8-3.
- Michael Senff: Pia Mühlbauer – Zeichnungen 1995–1997. Stiftung Wörlen, Passau 1998, ISBN 3-928844-27-X.
- Ines Kohl (Hrsg.): Haussegen. (Mappe von Pia Mühlbauer), Lichtung Verlag, Viechtach 1994.